# Cantonul Brest-Recouvrance
Cantonul Brest-Recouvrance este un canton din arondismentul Brest, departamentul Finistère, regiunea Bretania, Franța.